# Елшанский сельсовет
Елшанский сельсовет — муниципальное образование в Бузулукском районе Оренбургской области.
Административный центр — село Елшанка Первая.

## Административное устройство
В состав сельского поселения входят 2 населённых пункта:
- село Елшанка Первая,
- разъезд 3 км.

## Достопримечательности
- Геологический (стратиграфически-фациальный) памятник природы «Триасовы барханы в овраге Мощевом».
- II Старо-Елшанская стоянка, I Старо-Елшанская стоянка и Елшанская береговая стоянка субнеолитической елшанской культуры[2][3]

## Заслуженные люди
- Калинин Михаил Михайлович — Герой Советского Союза.
- Мещанинов Юрий Николаевич — лауреат премии имени С. Т. Аксакова, член Союза писателей России.